# Vasikkasaari (ö i Finland, Norra Karelen, Joensuu, lat 62,79, long 30,59)
Vasikkasaari är en ö i Finland. Den ligger i sjön Tokrajärvi och i kommunen Ilomants i den ekonomiska regionen  Joensuu ekonomiska region  och landskapet Norra Karelen, i den sydöstra delen av landet, 400 km nordost om huvudstaden Helsingfors. Öns area är 5,4 hektar och dess största längd är 420 meter i nord-sydlig riktning.